# Équipe cycliste African Wildlife Safaris
L'équipe cycliste African Wildlife Safaris est une équipe cycliste australienne, active entre 2012 et 2015. Elle participe principalement aux circuits continentaux de cyclisme et en particulier l'UCI Oceania Tour. L'équipe fait partie des équipes continentales de 2014 à 2015.

## Classements UCI
L'équipe participe aux circuits continentaux et principalement à des épreuves de l'UCI Oceania Tour. Les tableaux ci-dessous présentent les classements de l'équipe sur les différents circuits, ainsi que son meilleur coureur au classement individuel.
UCI Oceania Tour
| Saison | Classement par équipes | Meilleur coureur au classement individuel |
| ------ | ---------------------- | ----------------------------------------- |

## African Wildlife Safaris en 2015[1]

### Effectif
| Cycliste          | Date de naissance  | Nationalité      | Équipe 2014                |  |
| ----------------- | ------------------ | ---------------- | -------------------------- |  |
| Jeremy Cameron    | 21 mars 1993       | Australie        | African Wildlife Safaris   |  |
| Michael Crosbie   | 1er septembre 1992 | Australie        |                            |  |
| Massimo Graziato  | 25 septembre 1988  | Italie           |                            |  |
| Sean Lake         | 6 décembre 1991    | Australie        |                            |  |
| Patrick Lane      | 29 août 1991       | Australie        | African Wildlife Safaris   |  |
| Rico Rogers       | 25 avril 1978      | Nouvelle-Zélande | OCBC Singapore Continental |  |
| Michael Schweizer | 16 décembre 1983   | Allemagne        | Synergy Baku Project       |  |
| Shaun O'Callaghan | 5 juillet 1993     | Australie        | African Wildlife Safaris   |  |
| Alex Smyth        | 10 décembre 1988   | Australie        | Satalyst Giant Racing      |  |
| Oscar Stevenson   | 23 juin 1995       | Australie        |                            |  |
| Darcy Woolley     | 18 août 1993       | Australie        | African Wildlife Safaris   |  |

### Victoires
| Date | Course | Pays | Classe | Vainqueur |
| ---- | ------ | ---- | ------ | --------- |